# Maomé ibne Abdal Uaabe
Maomé ibne Abdal Uaabe ou Uabe (em árabe: محمد بن عبد الوهاب; romaniz.: Muhammed bin Abd Al Wahhab; Uiaina, 1703 – Primeiro Estado Saudita, 22 de junho de 1792) foi um erudito islâmico do Négede. Foi o fundador do uaabismo, termo cunhado por seus opositores e que nunca foi usado por Maomé ibne Abdal Uaabe e por nenhum dos participantes do movimento.
Seu pacto com Muhammad bin Saud ajudou a estabelecer o Primeiro Estado Saudita e iniciou uma aliança de partilha de poder dinástico entre as suas famílias, que continua até os dias atuais no Reino da Arábia Saudita. Os descendentes de Maomé ibne Abdal Uaabe, os xeiques, historicamente levaram os ulemás ao Estado Arábia e eles dominam as instituições clericais do país.